# Führer

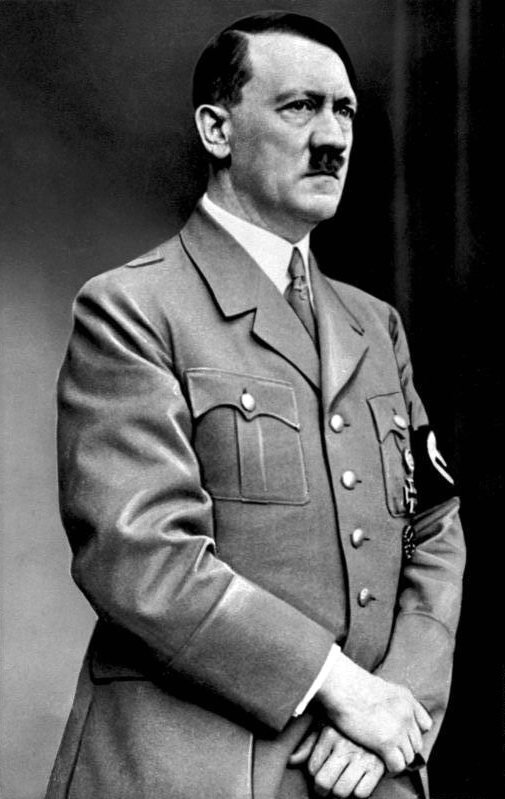
Adolf Hitler, Führer da Alemanha (1934-1945)

Führer (FURE-ər [fy.ʁɐ]ⓘ) é um termo alemão que significa "condutor", "guia", "líder" ou "chefe". Deriva do verbo führen “para conduzir”. Embora a palavra permaneça comum no alemão, está tradicionalmente associada a Adolf Hitler, que a usou para se designar líder da Alemanha Nazista.

## História

### Führer Adolf Hitler
Inicialmente o partido nacional socialista era comandado por um presidente, seu fundador Anton Drexler, que foi substituído por Adolf Hitler quando ele entrou para o partido em 1919. Em julho de 1921 o partido adotou o “princípio da liderança” (Führerprinzip) que constituiria a primeira lei do partido nazista, a partir de então, Hitler seria chamado de Führer. Após Hitler ser libertado em 1925 da prisão por ocasião do Putsch da Cervejaria, ele reorganizou o partido nazista, colocando-se no topo da organização partidária com o título de Partei-und-Oberster-S.A.-Führer, Vorsitzender der N.S.D.A.P., traduzido como “Líder supremo do partido e das S.A, presidente do Partido Nacional-Socialista dos Trabalhadores Alemães”.
Às 9 horas de 2 de agosto de 1934 o Presidente Paul von Hindenburg, com 87 anos, faleceu. Três horas depois, ao meio-dia, anunciou-se que de acordo com uma lei emanada "no dia anterior", os cargos de Reichskanzler (Chanceler), o qual Nazismo já ocupava, e Reichspräsident (Presidente) tinham sido unificados e que Adolf Hitler assumira poderes de chefe de estado e comandante supremo das forças armadas. O título de presidente foi abolido: Hitler ficaria conhecido como Führer und Reichskanzler (Líder e Chanceler do (terceiro) Reich). Em 19 de agosto foi realizado um plebiscito em que o povo alemão aprovou a posse de Hitler no cargo de presidente, cerca de 95% dos eleitores inscritos compareceram no plebiscito, e 90%, mais de 38 milhões, votaram a favor, apenas 4,25 milhões votaram contra. A partir de então, Hitler exigiu de todos os oficiais e membros das forças armadas um juramento de fidelidade para com ele próprio:
"Faço perante Deus este sagrado juramento de que renderei incondicional obediência a Adolf Hitler, o Führer do povo e do Reich alemão, supremo comandante das forças armadas, e de que estarei pronto como um corajoso soldado a arriscar minha vida a qualquer momento por este juramento."
Em 1939, aboliu-se definitivamente o título de chanceler, que ainda era frequentemente utilizado. O título de Führer foi depois separado no Testamento Político de Hitler em 1945, onde Joseph Goebbels se tornou Reichskanzler e Karl Dönitz se tornou Reichspräsident. No dia 8 de maio de 1945 a Alemanha se rendeu incondicionalmente e ocupada pelos Aliados, o título seria extinto. Posteriormente o termo seria utilizado por Rudolf Hess após os Julgamentos de Nuremberg, quando sofrendo de distúrbios mentais, afirmou ser ele o "Führer do Quarto Reich".

### Uso militar da palavra Führer
Führer era usado como um título militar na Alemanha desde pelo menos o século XVIII. Ironicamente, considerando que posteriormente Hitler usaria o título para se proclamar líder supremo da Alemanha, no contexto original do exército alemão, o termo "Führer" referia-se a um comandante ao qual faltavam as qualificações para ficar no comando permanentemente. Por exemplo, um oficial graduado de uma companhia era intitulado "Kompaniechef" (literalmente, "chefe da companhia"), mas se não tivesse o Rank ou seja, a experiência necessária, ou caso ficasse apenas temporariamente no comando, ele era intitulado de "Kompanieführer." Assim, os comandos operacionais de vários escalões militares tipicamente recebiam seu título da formação seguido pelo título "Führer".
O termo Führer foi também usado em níveis inferiores, não obstante a experiência ou o Rank; por exemplo, um Gruppenführer era o líder de um pelotão de infantaria (9 ou 10 homens). Com exceção deste significado genérico, “Gruppenführer” era também um título florescente oficial para uma classe específica de general. A palavra Truppenführer era também uma palavra genérica que se refere à todo o comandante ou líder das tropas, e podia ser aplicada a muitos escalões de comandos diferentes.

## Títulos históricos equivalentes

### Contemporâneos
Líderes políticos autoritários de diferentes regimes, formalmente ou não, adotaram títulos similares - em suas próprias línguas. Tais títulos usados pelos chefes de Estado nacionalistas e/ou o governo durante a segunda guerra incluem:
- Il Duce (“O líder”) do ditador italiano fascista Benito Mussolini,
- Vodca (“líder”) de Jozef Tiso, em 1942 na Eslováquia, presidente de 1939 - 1945;
- Naczelnik Państwa (chefe de estado) de Józef Piłsudski, ditador da Polónia de 1926-1935;
- Vozhd do líder soviético Joseph Stalin;
- El Comandante (“comandante”), usado para Fidel Castro como o presidente revolucionário de Cuba;
- Conducător (“líder”), um título usado por Íon Antonescu na Romênia;
- Milli Sef ("chefe nacional") usado para o presidente turco Ismet Inonu do começo de 1938 até 1950;
- Leider (“líder”), um título usado por Anton Mussert, líder de Nationaal-Socialistische Beweging (movimento socialista nacional) nos Países Baixos.
- Nemzetvezető (“líder da nação”), um título usado por Ferenc Szálasi, na Hungria;
- Arhigos (“chefe” ou “líder”), um título usado pelo general Ioannis Metaxas da Grécia;
- Chefe Nacional, o título usado por Getúlio Vargas do Brasil;
- Caudilho, usado por Francisco Franco, chefe do Estado espanhol (1939-1973);

Outros "líderes" dos grupos políticos nacionalistas contemporâneos que nunca conseguiram o poder:
- Capitanul “o capitão” Corneliu Zelea Codreanu da Romênia;
- O Führer americano Fritz Kuhn;
- Adrien Arcand, Führer Canadense.

### Paralelos posteriores
O uso da palavra "líder" para denotar uma posição de poder político absoluto não foi inventado pelos nazistas, e não terminou com sua derrota na segunda guerra mundial. Muitos líderes continuaram a usar tais títulos como parte de manter um culto de personalidade, incluindo o Başbuğ (comandante) Alparslan Türkeş do nacionalismo turco.
O mesmo estilo foi seguido às vezes por líderes com inclinações nacionalistas em outras partes do espectro político, em ditaduras comunistas, assim Kim Il-sung, Kim Jong-il e Kim Jong-un da Coreia do Norte.
Na Romênia, o líder de partido comunista e o presidente Nicolae Ceauşescu teve o mesmo o mesmo título, Conducător (romeno para líder).
Saparmurat Niyazov, presidente da república do Turquemenistão, e líder anterior do partido comunista soviético e mais tarde do partido democrático do Turquemenistão (o único partido político do país), em 22 de outubro de 1993 usou o título Turkmenbashi (Türkmenbaşy em língua turquemena), que significa o “pai dos turquemenos”.
Tais títulos oficiais não devem ser confundidos com epítetos informais, frequentemente irónicos, como o “El Máximo Líder” para referir-se ao líder de partido comunista e o presidente cubano Fidel Castro.

## Outros usos no alemão moderno
Devido a forte associação com Hitler, o termo Führer é evitado geralmente no alemão moderno como palavra isolada.
Entretanto, o termo Führer é indispensável, sendo usado naturalmente como parte de muitas palavras compostas, por exemplo:
- Bergführer (guia da montanha)
- Fremdenführer (guia turístico)
- Geschäftsführer (CEO, literalmente líder de negócios)
- Führerstand ou Führerhaus (guia de táxi)
- Lok[omotiv]führer (guia de motor de trem)
- Mannschaftsführer (caminhoneiro)
- Reiseführer (guia de curso)
- Spielführer (capitão da equipe)
- Zugführer (líder de pelotão militar)

Para substituir Führer, os seguintes termos são usados atualmente:
- Chef (“chefe”, por exemplo Chef des Bundeskanzleramtes, que significa chefe de governo ou chanceler);
- Leiter (“líder”).